# プロビデンス駅
プロビデンス駅（英語：Providence station ）は、アメリカ合衆国ロードアイランド州プロビデンス の中心部にある鉄道駅。 全米各地を結ぶ旅客鉄道のアムトラックおよびボストンの近郊輸送を担うマサチューセッツ湾交通局 (MBTA) プロビデンス/ストートン線が乗り入れている。

## 概要
プロビデンス駅は、ユニオン駅の移転計画によって1986年に建設された駅である。連邦政府の「北東回廊改善プロジェクト」を通じて提供された補助金が使われた。ユニオン駅の800m北に位置している。ロードアイランド州会議事堂の目の前という立地のため、乗り場は地下化されており、地上部は可能な限り緑化されている。シンプルな駅舎はSOMによってデザインされたもので、批判を受けやすいブルータリズム様式の建築ではあるが、概ね好意的に受け入れられている。ユニオン駅は廃駅となったが、駅舎は保存されている。

## 歴史
1831年に設立されたボストン・アンド・プロビデンス鉄道（B＆P）は翌年に駅の建設を開始し、1835年の夏までには同名の都市間に路線を開業させた。駅はシーコンク川の西側に建設された。 ボストン・アンド・プロビデンス鉄道が駅を建設中の間、ニューヨーク・プロビデンス・アンド・ボストン鉄道（NYP＆B）はコネチカットとロードアイランドで設立された2つの小さな鉄道会社が1833年に合併したものである。1837年11月、コネチカット州のストーニントンとプロビデンス間が開業した。 ダウンタウンの南にあるニューヨーク・プロビデンス・アンド・ボストン鉄道の駅とボストン・アンド・プロビデンス鉄道の駅を接続するため車載できる艀で輸送した。
1848年にユニオン駅開業し、各社の路線が乗り入れた。19世紀末になると、プロビデンスに乗り入れる鉄道は、ニューヘイブン鉄道と呼ばれるニューヨーク・ニューヘイブン・アンド・ハートフォード鉄道に吸収合併された。一連の買収によって、ニューヘイブン鉄道はニューイングランド南部における寡占的な鉄道事業者になり、1920年代までにアメリカの旅客輸送量の10％を占めると推定される約3,200キロ以上の路線網を持つ鉄道事業者になった。1896年に火災で初代ユニオン駅駅舎焼失後、ニューヘイブン鉄道はその再建の資金を提供した。1898年に完成した2代目のユニオン駅駅舎は、5つの建物から成る。
1950年から1970年の間に、市の人口はほぼ3分の2に減少した。都市とビジネスの指導者は、経済を再構築し、資本を活性化するために劇的な行動がとられなければならないことを認識した。これは後にプロビデンス「ルネッサンス」と呼ばれるプロセスである。1970年代後半に北東回廊改善プロジェクト（NECIP）が進展した時、都市の指導者とプランナーは、高架橋と軌道を取り除くために、プロビデンス繁華街の軌道を再編するという考えを持ち出した。北東回廊改善プロジェクトは軌道を改良して新しい駅舎を建設するための15〜20百万ドルを認可したが、連邦鉄道局（Federal Railroad Administration、FRA）は最終的に出された主要事業を想定していなかった。 ロードアイランド州選出の連邦上院議員は連邦鉄道局の管理者に、軌道を蓋掛けする計画を支援するために資金を変更するように働きかけた。そうするために、市と州はプロジェクトの実現性を示す必要があり、主要な土地所有者の同意を得る必要があった。市、州、アムトラックは土地の一部を所有していたが、土地の多くはプロビデンス・アンド・ウースター鉄道 (P＆W)が所有していた。プロビデンス財団（Providence Foundation）は、州と市の指導者との計画を主導した。土地所有者との交渉の結果、一連の土地交換がキャピタル・センターの建設により恩恵を受けるように工夫された。提案された1億1,000万ドルのプロジェクトの追加費用をカバーするために、市、州、および連邦政府とプロビデンス・アンド・ウースター鉄道は追加の資金提供を行った。軌道の移設は1983年に開始され、連邦政府の助成により70％の資金が提供され、市、州、プロビデンス・アンド・ウースター鉄道により残りの30％の資金が提供された。

## 利用可能な鉄道路線／列車
アムトラックの停車する列車は下記の通り。
ボストンとワシントン間の昼行長距離列車アセラ・エクスプレス号 …1日10往復停車（平日）
ボストンとニューヨーク、ワシントン、リッチモンド、ニューポートニューズ、リンチバーグ間の昼行・夜行中長距離列車ノースイースト・リージョナル号 …1日9往復停車
マサチューセッツ湾交通局 (MBTA) の停車する列車は下記の通り。 
ボストンとノース・キングストン間のプロビデンス/ストートン線 …ボストン方面 20本/日、ウィックフォード・ジャンクション方面 10本/日 出発 (平日) 

## バス
当駅から乗車できるバスは以下の通り。
路線バス
ロードアイランド公共交通局 (RIPTA) …50系統 、55系統 、56系統 、57系統 、R Line 